# آندرئاس اشتروبل
آندرئاس اشتروبل (انگلیسی: Andreas Strobel؛ زادهٔ ۱۳ مهٔ ۱۹۷۲) دوچرخه‌سوار اهل آلمان است.